# Xylota brunettii
Xylota brunettii är en tvåvingeart som beskrevs av Charles Howard Curran 1928. Xylota brunettii ingår i släktet vedblomflugor, och familjen blomflugor. Inga underarter finns listade i Catalogue of Life.